# Nazionale femminile di hockey su prato dell'Irlanda
La nazionale di hockey su prato femminile dell'Irlanda è la squadra femminile di hockey su prato rappresentativa dell'Irlanda e dell'Irlanda del Nord ed è posta sotto la giurisdizione della Irish Hockey Association.

## Partecipazioni

### Mondiali
- 1974 – non partecipa
- 1976 – non partecipa
- 1978 – non partecipa
- 1981 – non partecipa
- 1983 – non partecipa
- 1986 – 12º posto
- 1990 – non partecipa
- 1994 – 11º posto
- 1998 – non partecipa
- 2002 – 15º posto
- 2006 – non partecipa
- 2010 – non partecipa
- 2014 – non partecipa
- 2018 – 2º posto

### Champions Trophy
- 1987-2009 – non partecipa

### EuroHockey Nations Championship
- 1987 – 7º posto
- 1991 – 8º posto
- 1995 – 8º posto
- 1999 – 9º posto
- 2003 – 6º posto
- 2005 – 5º posto
- 2007 – 6º posto